# 小関三平
小関 三平（こせき さんぺい、1934年8月13日 - ）は、社会学者、評論家。専攻は文化論。独自の風俗論、若者論を展開し、テレビ・ラジオに出演。

## 略歴
大阪府豊中市生まれ。1958年（昭和33年）京都大学文学部哲学科を卒業（在学中は京都大学硬式野球部に所属）。京都大学大学院文学研究科社会学専攻修士課程修了。処女論文は釜ヶ崎の日雇い調査。1964年神戸女学院大学専任講師。1966年立命館大学産業社会学部助教授、1973年教授、1974年神戸女学院大学教授、1989年佛教大学教授、1993年追手門学院大学文学部教授、1998年神戸山手大学教授。

## 著書
- 『乱視の批評』（雄渾社、1967年）
- 『社会病理学と都市周辺』（汐文社、1968年）
- 『戦争という名のドラマ』（雄渾社、1968年）
- 『やぶにらみ人間学』PHP研究所 1973
- 『文化批判の社会学』（ミネルヴァ書房、1974年）
- 『悪の社会誌　「不自然な死」をめぐって』（世界思想社、1974年）
- 『風俗の人間学』（世界思想社、1979年）
- 『うわさの人間学　風俗への複眼』（日本ブリタニカ、1980年）
- 『いまよう女男ロジィ　風俗学入門』（彩流社、1984年）

## 出演
KBS京都の「ハイヤング11」、MBSラジオ「MBSチャチャヤング」（「そろりしのぶ」名義で担当）、「おはよう!小関三平です」（毎週土曜日6:05 - 7:45）、短波放送のディスクジョッキーを通算7年間担当。
朝日放送の「おはようワイド・土曜の朝に」、読売テレビの「11PM」、NHK総合テレビの「ひるのプレゼント」等でパネラーをつとめた。